# Kemisk Ordbog
Kemisk Ordbog er et opslagsværk, der beskriver retningslinjer og anbefalede stavemåder for godt 13.500 kemiske forbindelser, lægemidler, pesticider, akronymer og andre termer fra kemisk sprogbrug. Værket er udgivet af Kemisk Forenings Nomenklaturudvalg.
1. udgave, som udkom i 1996, blev redigeret af Poul Andersen, Ole Bostrup, Kirsten Brønnum-Hansen, Ture Damhus, Inge Kaufmann, Peder Olesen Larsen, Carl Th. Pedersen og Alexander Senning. 2. udgave, som udkom i 2005, blev redigeret af Ture Damhus, Søren Møller og Alexander Senning. 3. udgave, som udkom i 2008, blev ligeledes redigeret af Ture Damhus, Søren Møller og Alexander Senning.

## Uoverensstemmelser medRetskrivningsordbogen
Kemisk Ordbog medtager mange navne og staveformer som ikke kan findes i Retskrivningsordbogen (RO). I visse tilfælde markerer Kemisk Ordbog med symbolet foræ. (forældet), at en staveform frarådes på trods af, at denne staveform er korrekt ifølge RO.

### Eksempler
Kemisk Ordbog fraråder med prædikatet foræ. fx staveformerne "klor" og "ætan" og henviser i stedet til stavemåderne "chlor" og "ethan". Omvendt anfører Retskrivningsordbogen alene ordformerne "klor" og "ætan", hvoraf man kan konkludere, at andre stavemåder for disse stoffer er forkerte ifølge RO.